# گروس تتسلبن
گروس تتسلبن (به آلمانی: Groß Teetzleben) یک شهر در آلمان است که در Mecklenburgische Seenplatte District واقع شده‌است. گروس تتسلبن ۷۴۷ نفر جمعیت دارد.